# Trachycystis placenta
Trachycystis placenta és una espècie de mol·lusc gastròpode pertanyent a la família Charopidae.

## Hàbitat
Viu als boscos tropicals i subtropicals de baixa altitud, humits, boirosos i amb Podocarpus.

## Distribució geogràfica
És un endemisme de Sud-àfrica: bosc de Nkandla (KwaZulu-Natal).

## Estat de conservació
Es troba en perill d'extinció car el bosc on viu només ocupa 28 km² i, tot i que té un cert grau de protecció, és una zona remota i molt rural subjecta a les necessitats de les poblacions humanes locals i el seu bestiar.